# Brian Colin Charrington
Brian Colin Charrington   (Middlesbrough, 1956 - la Vila Joiosa, 22 de juliol de 2025) va ser un narcotraficant anglès i propietari d'un concessionari d'automòbils a Middlesbrough que, juntament amb Curtis «Cocky» Warren, va operar al nord-est d'Anglaterra a finals de la dècada de 1980 i finalment va construir un imperi criminal amb vincles amb Alemanya, França, Espanya i Àustria així com connexions a l'Amèrica del Sud i als Estats Units d'Amèrica. Va residir durant més de dues dècades a la Costa Blanca.

## Biografia
Amb el seu iot personal, els dos homes van navegar cap a França amb passaports de visitants i, amb passaports de 10 anys, van viatjar a Veneçuela el setembre de 1991 on van acordar amb els càrtels de la droga colombians el contraban de grans quantitats de cocaïna en caixes d'acer ocultes en lingots de plom. A la Gran Bretanya, tot i que un lingot es va examinar en el primer enviament, els funcionaris de duanes van permetre que l'enviament passés.
Tanmateix, després notificada per la policia holandesa, la duana va aturar un segon enviament que contenia 907 kg de cocaïna i van arrestar Charrington, Warren i vint-i-sis persones més a principis de 1992. Malgrat l'estatus de Charrington com a informador de l'«Esquadró de delinqüència regional del nord-est», els funcionaris de duanes van avançar amb el seu processament malgrat les protestes dels seus «manejadors» Harry Knaggs i Ian Weedon. Finalment, a través del diputat conservador Tim Devlin, es va organitzar una reunió en la qual es va donar l'ordre que la duana retirés els càrrecs contra Charrington el 28 de gener de 1993 (uns mesos més tard, presumptament, els funcionaris de duanes van adonar-se que Knaggs conduí un BMW de 70.000 £ matriculat a nom de Charrington). Tot i que les autoritats britàniques no van poder jutjar-lo a Manchester per la seva implicació en el tràfic de cocaïna per un valor estimat de 150 milions de lliures esterlines, les forces de seguretat -que van admetre que era el seu infiltrat als càrtels colombians- el van tornar a casa a Austràlia, on el seu visat va ser revocat poc després de la seva arribada. Viatjant a Espanya, va residir al resort Costa Blanca de Calp i, més endavant, des d'una vil·la fortificada va blanquejar milions de lliures que feia servir per a portar haixix del Marroc fins a la frontera.
A finals de la dècada de 1990, Charrington continuaria essent citat pels tribunals quan, mentre estava al Bristol Crown Court, va ser absolt dels càrrecs després que es va trobar que els agents de duanes havien pujat il·legalment al seu vaixell, que contenia 4 tones d'haixix per valor de 80 milions de lliures el 1999. Va tornar il·legalment al país per a veure la seva família l'any 2002, va ser arrestat per la policia a prop d'Exeter i jutjat a Leeds Crown Court amb dos detectius suspesos i un antic detectiu que seria destituït quan el jutge es va negar a admetre com a prova l'enregistrament del telèfon.
Poc després de la seva compareixença, el Tribunal de Magistrats de Bow Street va emetre una ordre per la seva extradició a Alemanya i, el juliol de 2003, Charrington va ser condemnat a set anys a Frankfurt del Main per conspiració per a introduir cocaïna a Alemanya (enregistraments telefònics que vinculaven Charrington a una operació de tràfic dirigida pel seu fill Brian Charrington, Jr., que va complir quatre anys i tres mesos, van ser utilitzats en la seva condemna). El gener de 2009, Brian Charrington va ser atacat per Brian Charrington Jr. i hospitalitzat. Això va crear una amarga rivalitat entre tots dos i ambdós es van adreçar amenaces de mort.
Després del seu alliberament el 2006, va ser extradit a França per complir una pena de dos anys de presó després que el 1995 es trobessin 650 quilos d'haixix en el seu iot al canal de la Mànega.
En una demanda civil presentada per l'Agència de Recuperació d'Actius (ARA) l'any 2004, l'agència governamental va dictaminar que els béns confiscats a Charrington i Warren després del seu judici el 1992 havien estat adquirits com a conseqüència d'activitats criminals, específicament blanqueig de capitals i tràfic de persones. Tot i que els dos van reclamar la propietat dels 3,6 milions de lliures esterlines estimats, cadascun havia denegat anteriorment la propietat després de la confiscació dels 2,2 milions de lliures lliures originals de la residència de Charrington a Middlesbrough per part de HM Customs & Excise el 1992.
Després que la declaració de Charrington que els diners s'havien guanyat amb el tràfic legítim de diamants va ser rebutjada tres mesos abans pel Tribunal Superior (que creia que havia estat blanquejant els diners per a Mario Halley), Warren va tenir més temps per aportar proves de suport a la seva reclamació, tanmateix, el seu recurs també va ser rebutjat el 6 d'octubre. Posteriorment, es va concedir a l'ARA la seva ordre de recuperació civil més gran i els ingressos es van destinar a finançar programes governamentals de reducció de la delinqüència.
El 2018 Charrington va ser detingut per la policia espanyola, que va recuperar uns 220 quilos de cocaïna presumptament amagats al seu xalet de luxe al litoral de la Marina Baixa. El novembre de 2018, un jutjat d'Alacant va condemnar Charrington a complir una condemna de 15 anys de presó. La premsa espanyola es va referir a Charrington com «el narco que escrivia a la Viquipèdia», per la seva reputació d'actualitzar i corregir la seva entrada a la Viquipèdia en anglès.
El 2025 va morir a l'edat de 68 anys a l'Hospital Comarcal de la Marina Baixa. Charrington estava pendent de complir una condemna de vuit anys i cinc mesos de presó per una partida de 192 quilos de cocaïna descobert per la policia espanyola el 2013 en un domicili de l'Albir. Tot i això, no havia ingressat a la presó per complir aquesta condemna perquè la seva defensa havia sol·licitat al tribunal la suspensió extraordinària de l'execució de la pena de presó per motius de salut a causa de la fibrosi pulmonar que patia.